# Magdalene Weiß
Magdalene Weiß (* 1956) ist eine deutsche Hebamme und war von 1997 bis 2005 Präsidentin des Deutschen Hebammenverbandes (DHV), damals noch Bund Deutscher Hebammen (BDH).
Weiß studierte von 1976 bis 1978 Musik und Theologie, bevor sie mit der Hebammenausbildung begann. Sie legte 1983 ihr Hebammenexamen an der Frauenklinik des Universitätsklinikums Tübingen ab, war anschließend bis 1994 als angestellte Hebamme im Kreiskrankenhaus Herrenberg tätig und wurde dort auch leitende Hebamme. Parallel dazu praktizierte sie freiberuflich. Bis 1997 war sie als Hebamme an der Universitäts-Frauenklinik Tübingen angestellt.
Nach ihrer Wahl zur Präsidentin des BDH 1997, war sie von 1999 bis 2002 auch im Vorstand des Arbeitskreises Frauengesundheit (AKF) und schrieb das monatliche Editorial in der Verbandszeitschrift des BDH Hebammenforum. Während ihrer Präsidentschaft initiierte sie unter anderem die Einführung von Hebammenkreißsälen in Deutschland.
Nach dem Ende ihrer Präsidentschaft arbeitet Magdalene Weiß auf einer Station für Risikoschwangere in Tübingen.

## Quelle
- Peter Sloterdijk und Magdalene Weiß: Wie soll ich Dich empfangen? Chrismon, Dezember 2007

| Personendaten    | Personendaten                                                 |
| ---------------- | ------------------------------------------------------------- |
| NAME             | Weiß, Magdalene                                               |
| KURZBESCHREIBUNG | deutsche Hebamme, Präsidentin des Deutschen Hebammenverbandes |
| GEBURTSDATUM     | 1956                                                          |